# مقاطعة ديكاتور

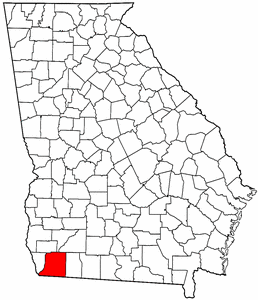
موقع مقاطعة ديكاتور، جورجيا

مقاطعة ديكاتور (بالإنجليزية: Decatur County)‏ هي مقاطعة واقعة في الولاية الأمريكية جورجيا. في عام 2000، بلغ عدد السكان فيها 28240 نسمة. إن حاضرة الإقليم فيها هي مدينة بينبردج، جورجيا.
طبقا لمكتب الإحصاء الأمريكي، المقاطعة لها منطقة كلية تساوي 1614 كم2 (623 ميل مربع). 1,546 كم2 (597 ميل مربع) منها أرض و 68 كم2 (26 ميل مربع) منها ماء. إن المنطقة الكلية تعادل 4.23 % من الماء. المقاطعة ديكاتور، لا يجب أن يكون تختلط بمدينة ديكاتور، التي توجد في مقاطعة ديكالب.

## المدن
- أتابولجوس
- بينبردج
- برينسون
- كليماكس